# Habitatge amb tribuna de J. Vilaseca Rivera al carrer Victòria
L'Habitatge amb tribuna de J. Vilaseca Rivera al carrer Victòria és una obra de Cervera (Segarra) protegida com a Bé Cultural d'Interès Local.

## Descripció
Edifici situat a la cantonada entre el carrer Victòria i l'avinguda Prat de la Riba, al nord del municipi. L'habitatge és de planta rectangular i es desenvolupa en planta baixa i dos pisos. A la planta baixa, hi ha tres obertures, la central d'arc escarser i de majors dimensions, i, a banda i banda, dues d'arc de llinda. A l'eix central de la primera planta, hi destaca una tribuna, de secció rectangular amb tres finestres a la part davantera, la central més gran que les altres dues. Flanquejant la tribuna, hi ha una balconada, que es perllonga per tot el pla de la façana principal i la lateral, protegida amb una barana, a la part baixa de balustrada i a la part superior, de ferro forjat. Al segon pis, just per sobre de la tribuna i seguint-ne el seu traçat, hi ha dues obertures d'arc pla que donen pas a un balcó amb balustrada. El parament de l'edifici està conformat per plaques horitzontals i dovelles a saltacavall culminant a l'obertura central de la façana principal. La coberta és de teula aràbiga, de quatre aiguavessos i queda amagada pel remat que corona tot el perímetre de les façanes, configurat per una cornisa i un muret.